# Pièce commémorative de 1 dollar américain Dolley Madison
La pièce commémorative de 1 dollar américain Dolley Madison est une pièce commémorative, non circulante, émise par la Monnaie des États-Unis en 1999 et frappée par la Monnaie de Philadelphie.
Elle est autorisée par la loi 104-329 du 20 octobre 1996, qui prévoit l'émission d'une pièce en l'honneur de celle qui est la première dame des États-Unis, Dolley Madison (1768-1849), à l'occasion du 150e anniversaire de son décès.

## Contexte
Dolley Madison est l'épouse de James Madison, le quatrième président des États-Unis de 1809 à 1817. Elle est connue pour organiser des fonctions sociales à Washington auxquelles elle invite des membres des deux partis politiques, jouant essentiellement un rôle de chef de file dans le concept de coopération bipartisane. Auparavant, des fondateurs tels que Thomas Jefferson ne rencontrent que des membres d'un parti à la fois, et la politique peut souvent être une affaire violente entraînant des altercations physiques, voire des duels. Dolley Madison contribue à créer l'idée que les membres de chaque parti peuvent socialiser, réseauter et négocier les uns avec les autres de manière amicale, sans recourir à la violence. En innovant dans les institutions politiques en tant qu'épouse de James Madison, Dolley Madison fait beaucoup pour définir le rôle du conjoint du président, connu beaucoup plus tard sous le titre de première dame — une fonction qu'elle remplit parfois auparavant pour le veuf Thomas Jefferson.

## Législation
La loi sur les pièces commémoratives des États-Unis de 1996 (loi publique 104-329) est une loi fédérale des États-Unis qui a créé un programme de pièces commémoratives au sein de la Monnaie des États-Unis en 1996. De plus, la loi autorise spécifiquement des pièces commémoratives pour célébrer le 150e anniversaire de la mort de Dolley Madison, pour honorer George Washington, le 125e anniversaire de la création du parc national de Yellowstone, et le 50e anniversaire de la déségrégation raciale de Jackie Robinson dans la Ligue majeure de baseball. Elle établit également des programmes de collecte de fonds avec des pièces commémoratives pour le Mémorial des patriotes noirs de la Guerre d'indépendance, le Mémorial Franklin Delano Roosevelt et le Mémorial des agents des forces de l'ordre. Le Titre III de la loi établit un programme visant à étudier la possibilité de créer un programme de pièces commémoratives pour honorer les 50 États des États-Unis.

## Dessin

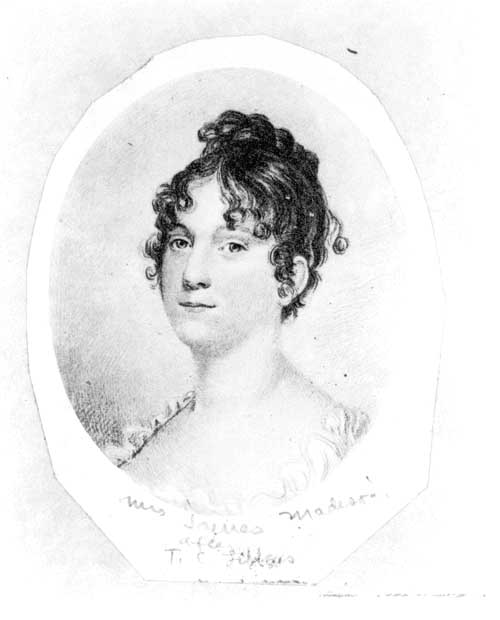
Gravure de Dolley Madison vers 1800.

La Monnaie américaine confie la conception de cette pièce commémorative à la société de joaillerie privée Tiffany & Co. Pour cette raison exceptionnelle dans la numismatique américaine, l'abréviation « T & Co. » apparaît des deux côtés de ce dollar,.
Sur l'avers de la pièce, conçu et gravé par T. James Ferrell, on trouve un buste de Dolley Madison, première dame et épouse du président James Madison, devant la maison de glace d'inspiration classique de sa résidence familiale Montpelier, à Orange, en Virginie. Les légendes mentionnent son nom, DOLLEY MADISON, ainsi que les devises IN GOD WE TRUST et LIBERTY, traditionnelles sur les pièces américaines. Le dollar en argent Dolley Madison représente pour la première fois une première dame sur une pièce américaine,.
De l'autre côté, le revers, œuvre du graveur Thomas D. Rogers, est caractérisé par une vue de la façade principale de la résidence de Montpelier entourée de feuillage et de saules, ainsi que le nom de la propriété : MONTPELIER. Le revers est complété par la devise E PLURIBUS UNUM et les légendes faisant référence au nom du pays et à la valeur faciale de la pièce,.

## Production et vente
La loi qui autorise la pièce commémorative prévoit une émission maximale de 500 000 exemplaires. Elle est produite à la Monnaie de Philadelphie tant dans sa finition brillant universel qu'en belle épreuve et sa mise en circulation est disponible à l'achat par le public du 1er janvier au 31 décembre 1999,.
Sa production s'élève à 89 104 pièces dans sa version brillant universel et à 224 403 en finition belle épreuve, ce qui totalise 313 507 exemplaires.
Ce dollar commémoratif est commercialisé au prix de 32 dollars en version brillant universel et 37 dollars en version belle épreuve. Selon la loi qui autorise la pièce, une partie des bénéfices provenant de sa vente est remise au National Trust for Historic Preservation pour l'entretien de Montpelier et de ses 2 700 acres de terrain,.

## Distinctions
Le dollar en argent du 150e anniversaire de la mort de Dolley Madison est reconnu avec le Prix de la Monnaie de l'Année 2001 comme la meilleure grande pièce émise en 1999.